# Serviços de Proteção Civil Timor-Leste

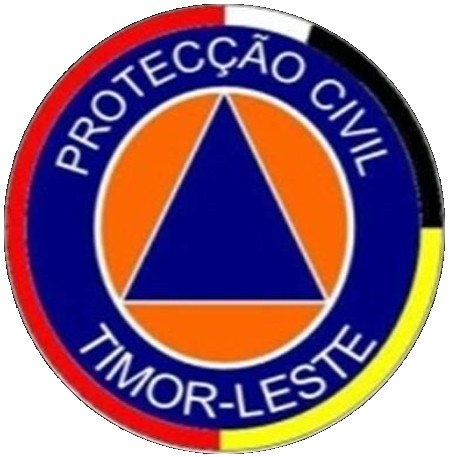
Logo des Zivilschutzes Osttimors

Serviços de Proteção Civil Timor-Leste SEPC (tetum Servisu Protesaun Sivil Timor Leste) ist die Zivilschutzbehörde Osttimors. Präsident ist seit dem Jahr 2022 Ismael da Costa Babo Präsident (Prezidente Autoridade Protesaun Sivíl PAPS) des Dienstes. Die Behörde ist dem Staatssekretär für Zivilschutz SEPC Joaquim Gusmão Martins unterstellt, der wiederum dem Innenministerium Osttimors untergeordnet ist. Zum SEPC gehört auch die Feuerwehr.

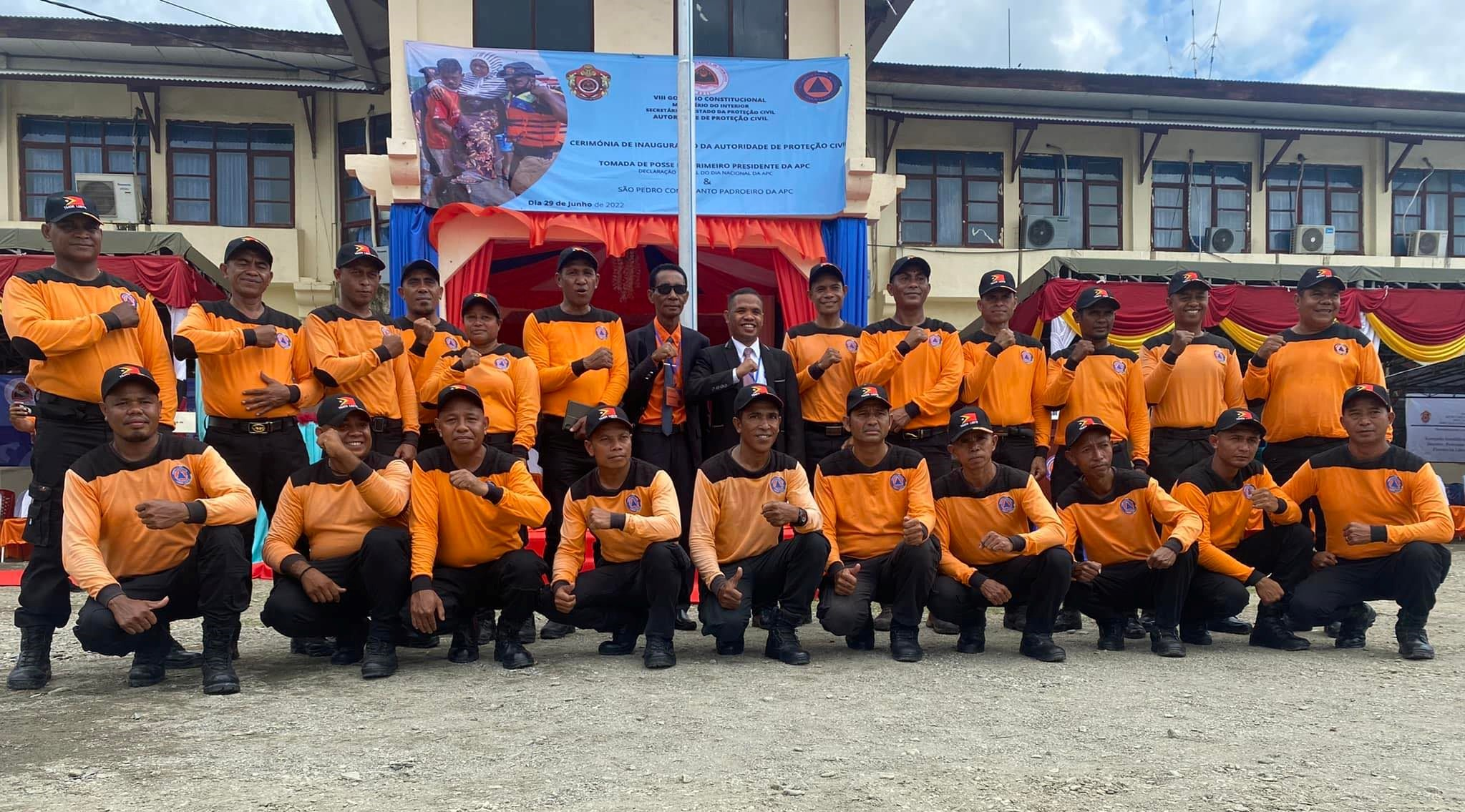
Mitarbeiter des Zivilschutzes (2022)

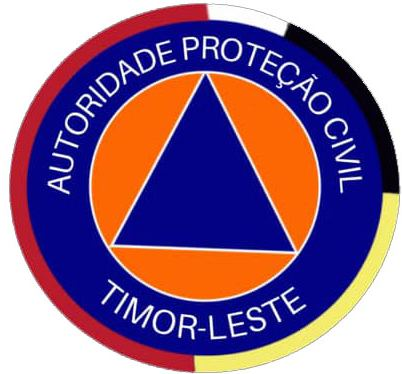
Autoridade Proteção Civil (APC)

Die SEPC ist die Exekutive, die den Katastrophenschutz regelt. Ihr Präsident steht in Verantwortung gegenüber der politischen Ebene und übernimmt die operative und finanzielle Verwaltung der Behörde. Grundlage für die Arbeit der Behörde ist das Gesetz 12/2020 vom 2. Dezember 2020 zum Zivilschutz.